# E532 (trasa europejska)
E532 – trasa europejska biegnąca przez Niemcy. Zaliczana do tras kategorii B droga łączy Memmingen z Füssen, które znajduje się na granicy z Austrią.

## Przebieg trasy
- Memmingen E43 E54
- Füssen
- Austria